# سيتك
سيتك (بالكردية: سیتەک)‏ هي مدينة عراقية تتبع ناحية سيويل مركز قضاء شاربازير في محافظة السليمانية شمال العراق.